# Musik Express

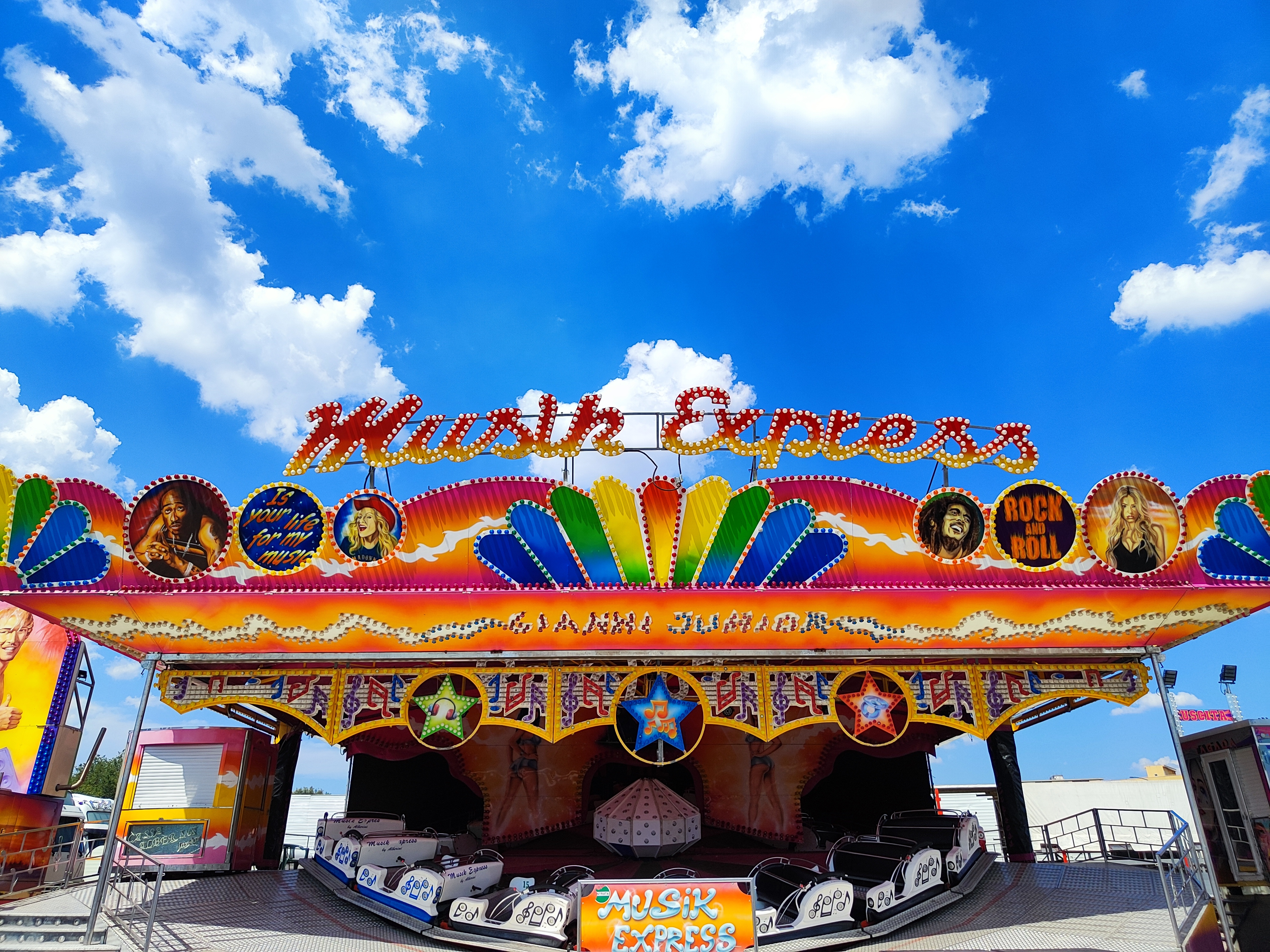
Il Musik Express della famiglia Alberini durante la Festa Patronale di Lucera, in provincia di Foggia.

Il Musik Express è una giostra da luna park molto popolare, appartenente alla categoria delle "montagne russe senza rotaie" o Matterhorn ride. È una giostra circolare con vetture collegate tra loro che si muovono su un binario ondulato a forma di anello, aumentando progressivamente la velocità e spesso invertendo il senso di marcia a metà corsa.
Questa giostra è presente in molti luna park itineranti e parchi divertimento in tutto il mondo ed è amata per il suo mix di velocità, musica e divertimento.

## Struttura
È composta da 20 carrelli di cui 5 motorizzati e, che arrivano ai 4 secondi per un giro nelle versioni più recenti, è dotata di 20 vetture a 3 posti ciascuna, al centro dell'attrazione è solitamente presente un prisma piramidale in vetroresina a base dodecagonale definito "diamante" dotato di punti luce. Tra le vetture ed il diamante sono posizionate 20 "stagge" (1 per ogni vettura) sulle quali sono posizionati 32 punti luce con veri giochi animati. Nella traiettoria dei giri si alternano parti in salita ed altre in discesa e l'operatore può far andare l'intera attrazione anche in senso antiorario o farla coprire con un telo scuro apribile attraverso un sistema di Mantici ad aria compressa. Le vetture hanno una sbarra in acciaio inossidabile (a chiusura elettrica o manuale) per reggere i passeggeri, che, date le dimensioni, non è adatta a persone troppo magre.
L'attrazione permette di essere manovrata da un'apposita console situata a sinistra dell'attrazione che funge anche da biglietteria.
Inoltre a seconda della personalizzazione può essere provvisto di tetto o meno: Le versioni con il tetto richiedono un maggior numero di ore di montaggio rispetto alle versioni scoperte.

## Trasporto
Generalmente l'attrazione per parchi Itineranti viaggia su due semirimorchi.
- Il semirimorchio principale è lungo all'incirca 16 m, largo 2 m dotato di 2 assi ed è costruito appositamente dalla ditta costruttrice del Musik Express.
- Il semirimorchio secondario è usato per il trasporto delle vetture e parti che compongono la giostra le quali non possono essere posizionate sul primo semirimorchio.

## Diffusione
È una giostra molto diffusa nei luna park di tutto il mondo e viene prodotta da diverse aziende, tra cui Cosmont, Bertazzon e Reverchon. A seconda della versione e del produttore, la giostra può avere nomi differenti.

### Nomi e varianti più comuni
- Musik Express (il nome più usato, soprattutto in Europa)

- Himalaya (nome diffuso negli Stati Uniti e in alcuni parchi fissi)

- Matterhorn (in riferimento alla catena montuosa, spesso usato per versioni con tematizzazione alpina)

- Super Himalaya (una variante più grande e veloce)

- Polar Express (variante con ambientazione glaciale)

- Kiss Express o Tropicana (versioni più moderne con effetti di luce avanzati)

Nonostante il nome possa variare, la struttura e l’esperienza di base della giostra restano simili, con la caratteristica musica ad alto volume e il movimento ondulato.